# Grand Prix Brazylii 1976
Grand Prix Brazylii 1976 (oryg. Grande Prmio do Brasil) – pierwsza runda Mistrzostw Świata Formuły 1 w sezonie 1976, która odbyła się 25 stycznia 1976, po raz czwarty na torze Interlagos.
5. Grand Prix Brazylii, czwarte zaliczane do Mistrzostw Świata Formuły 1.

## Klasyfikacja
| Legenda oznaczeń w tabelach wyników Wyświetl szablon na nowej stronie | Legenda oznaczeń w tabelach wyników Wyświetl szablon na nowej stronie                                                                     |
| Oznaczenie                                                            | Wyjaśnienie |
| --------------------------------------------------------------------- | --- |
| Złoty                                                                 | Zwycięzca lub mistrzostwo |
| Srebrny                                                               | 2. miejsce lub wicemistrzostwo |
| Brązowy                                                               | 3. miejsce lub II wicemistrzostwo |
| Zielony                                                               | Ukończył, punktował (w klasyfikacji generalnej, gdy zdobył co najmniej jeden punkt na przestrzeni sezonu, poza trzema powyższymi opcjami) |
| Niebieski                                                             | Ukończył, nie punktował (w klasyfikacji generalnej, gdy nie zdobył co najmniej jednego punktu na przestrzeni sezonu)                      |
| Czerwony                                                              | Nie zakwalifikował się (NZ) |
| Czerwony                                                              | Nie prekwalifikował się (NPK) |
| Różowy                                                                | Nie ukończył (NU) |
| Różowy                                                                | Niesklasyfikowany (NS) (w klasyfikacji generalnej, gdy nie został sklasyfikowany w żadnym wyścigu sezonu)                                 |
| Czarny                                                                | Zdyskwalifikowany (DK) |
| Czarny                                                                | Wykluczony (WYK/EX) |
| Biały                                                                 | Nie wystartował (NW) |
| Biały                                                                 | Kontuzjowany (K/INJ) |
| Biały                                                                 | Wyścig odwołany (OD/C) |
| Bez koloru                                                            | Został wycofany (WYC/WD) |
| Bez koloru                                                            | Nie przybył (NP/DNA) |
| Bez koloru                                                            | Nie brał udziału w treningach (NT/DNP) |
| Bez koloru                                                            | Nie został zgłoszony (–) |
| Pogrubienie                                                           | Start z pole position |
| Kursywa                                                               | Najszybsze okrążenie wyścigu |
| †                                                                     | Nie ukończył, ale jego rezultat został zaliczony ze względu na przejechanie więcej niż 90% dystansu wyścigu.                              |
| *                                                                     | Sezon w trakcie |
| 1/2/3                                                                 | Punktowana pozycja w sprincie kwalifikacyjnym                                                                                             |
| Lista systemów punktacji Formuły 1                                    | |

| Pos | No | Kierowca           | Konstruktor        | Okrążeń | Czas/powód NU      | Poz. Start. | Punktów |
| --- | -- | ------------------ | ------------------ | ------- | ------------------ | ----------- | ------- |
| 1   | 1  | Niki Lauda         | Ferrari            | 40      | 1:45:16.78         | 2           | 9       |
| 2   | 4  | Patrick Depailler  | Tyrrell-Ford       | 40      | + 21.47            | 9           | 6       |
| 3   | 16 | Tom Pryce          | Shadow-Ford        | 40      | + 23.84            | 12          | 4       |
| 4   | 34 | Hans Joachim Stuck | March-Ford         | 40      | + 1:28.17          | 14          | 3       |
| 5   | 3  | Jody Scheckter     | Tyrrell-Ford       | 40      | + 1:56.46          | 13          | 2       |
| 6   | 12 | Jochen Mass        | McLaren-Ford       | 40      | + 1:58.27          | 6           | 1       |
| 7   | 2  | Clay Regazzoni     | Ferrari            | 40      | + 2:15.24          | 4           |         |
| 8   | 20 | Jacky Ickx         | Wolf-Williams-Ford | 39      | + 1 okrążenie      | 19          |         |
| 9   | 21 | Renzo Zorzi        | Williams-Ford      | 39      | + 1 okrążenie      | 17          |         |
| 10  | 8  | Carlos Pace        | Brabham-Alfa Romeo | 39      | + 1 okrążenie      | 10          |         |
| 11  | 31 | Ingo Hoffmann      | Fittipaldi-Ford    | 39      | + 1 okrążenie      | 20          |         |
| 12  | 7  | Carlos Reutemann   | Brabham-Alfa Romeo | 37      | brak paliwa        | 15          |         |
| 13  | 30 | Emerson Fittipaldi | Fittipaldi-Ford    | 37      | + 3 okrążenia      | 5           |         |
| 14  | 10 | Lella Lombardi     | March-Ford         | 36      | + 4 okrążenia      | 22          |         |
| NU  | 17 | Jean-Pierre Jarier | Shadow-Ford        | 33      | wypadek            | 3           |         |
| NU  | 11 | James Hunt         | McLaren-Ford       | 32      | wypadek            | 1           |         |
| NU  | 9  | Vittorio Brambilla | March-Ford         | 15      | wyciek oleju       | 7           |         |
| NU  | 26 | Jacques Laffite    | Ligier-Matra       | 14      | skrz. biegów       | 11          |         |
| NU  | 5  | Ronnie Peterson    | Lotus-Ford         | 10      | wypadek            | 18          |         |
| NU  | 6  | Mario Andretti     | Lotus-Ford         | 6       | wypadek            | 16          |         |
| NU  | 28 | John Watson        | Penske-Ford        | 2       | problemy z paliwem | 8           |         |
| NU  | 14 | Ian Ashley         | BRM                | 2       | pompa oleju        | 21          |         |